# Unione dei comuni Antico Clanis
L'Unione dei comuni Antico Clanis è un'unione di comuni della Campania, in provincia di Avellino, formata dai comuni di Lauro, Marzano di Nola, Pago del Vallo di Lauro, Quindici, Moschiano, Domicella, Taurano.
La sede istituzionale dell'unione è Marzano di Nola e gli uffici sono ubicati presso il suo municipio.
L'unione prende nome dal fiume Clanio.
Per statuto l'unione si occupa dei seguenti servizi:
- coordinamento nei settori della sicurezza, del lavoro e della protezione civile;
- polizia municipale
- trasporto locale e Scolastico;
- mensa scolastica;
- servizi cimiteriali;
- retribuzioni, formazione e aggiornamento del personale;
- contrattazione decentrata;
- rifiuti solidi urbani;
- sportello unico per le attività produttive, dell'edilizia e degli espropri;
- gestione dei servizi catastali previa istituzione del “polo catastale” all'interno dell'Unione;
- gestione di appalti di servizi, forniture ed opere pubbliche di interesse congiunto di più Comuni e/o dell'Unione;
- commercio;
- informatizzazione e servizio informativo-informatico territoriale dell'Unione;
- sportello unico del contribuente e gestione associata del contenzioso tributario;
- anagrafe;
- servizi culturali;
- servizi ambientali;
- servizio associato per la macellazione delle carni;
- servizio di direzione generale per i Comuni partecipanti;
- servizio del Difensore Civico.

Clanis è l'antico nome del fiume Clanio.